# Europastraße 014
Die Europastraße 014 (kurz: E 014) ist eine Fernstraße in Kasachstan. Sie zweigt in Qabanbai bei Üscharal von der E 40 ab und führt in östlicher Richtung nach Dostyk (ehemals Druschba) an der Grenze zur Volksrepublik China.